# Alone in the Dark (gra komputerowa 2008)
Alone in the Dark – piąta część serii gier komputerowych pod tym samym tytułem, wydana w 2008 roku. Pierwotnie nazywać miała się Alone in the Dark: Near Death Investigation, później przemianowano ją na Alone in the Dark V, ostatecznie wydana została pod tym samym tytułem, co debiutująca w 1992 roku część pierwsza. Początkowo gra ukazać miała się równocześnie z wyreżyserowanym przez Uwego Bolla filmem Alone in the Dark: Wyspa cienia (2005), jednakże jej producent, Eden Studios, zdecydował się przełożyć ją i stworzyć od początku.

## Fabuła
Bohaterem gry jest Edward Carnby, prywatny detektyw i ekspert od spraw nadprzyrodzonych. Akcja gry, w przeciwieństwie do poprzednich części serii, rozgrywa się we współczesności, głównie w nowojorskim Central Parku. Edward odzyskuje przytomność w znajdującym się niedaleko parku apartamentowcu, cierpi jednak na amnezję – nie wie, jak się nazywa, gdzie się znajduje, jakim sposobem znalazł się w tym miejscu. Wraz ze starszym jegomościem przetrzymywany jest przez bandytów, którzy chcą poznać tajemnicę artefaktu o wielkiej mocy. Wskutek niewyjaśnionych okoliczności dochodzi do tragedii – budynek i najbliższe okolice opanowują zombie i demony. W miarę postępów w grze Edward stara się rozwiązać zagadkę artefaktu i wydarzeń, których jest uczestnikiem. Jego towarzyszami będą Sarah Flores i Theophile Paddington.

## Rozgrywka
Rozgrywka w Alone in the Dark znacząco różni się od tej znanych z poprzednich części serii. Całość podzielona została na osiem epizodów, stylizowanych na kompletne wydanie DVD pełnego sezonu serialu telewizyjnego. Każdy epizod dodatkowo podzielony został na kilka mniejszych fragmentów, zaś gracz w dowolnym momencie może wybrać ten, który go interesuje, co – według recenzentów – okazuje się pomocne dla gracza w momencie, gdy ten utknie i nie może przejść konkretnej lokacji (gra nie posiada regulowanego poziomu trudności). Każdy epizod kończy się cliffhangerem i ma oddzielną listę płac. Nowy epizod rozpoczyna się streszczeniem najważniejszych wydarzeń z poprzedniego, rozpoczynają go słowa Poprzednio w Alone in the Dark.
Gracz może swobodnie przełączać się między widokami TPP i FPP, które przydają się w zależności od typu zadania – widok pierwszoosobowy ułatwia celne namierzanie przeciwnika i strzelanie, trzecioosobowy zaś przydatny jest podczas zadań zręcznościowych, takich jak wspinanie się po linie czy skakanie. Grę charakteryzuje duża interaktywność bohatera z otoczeniem, zastosowano w niej kilka innowacyjnych technik. Bohater może podnieść i wykorzystać dowolne znajdujące się wokół niego przedmioty (kije, rury, krzesła, obrazy, monitory komputerów, gaśnice, siekiery, miotły itp.), bez czego ukończenie gry może okazać się niemożliwe – za pomocą gaśnicy można rozbić zamknięte drzwi, jak również ugasić ogień, aby utorować sobie drogę. Dodatkowym utrudnieniem jest fakt, że ogień rozprzestrzenia się w czasie rzeczywistym, oddziałując na przedmioty, z którymi wejdzie w interakcję – nadpalone drzwi czy podłoga stają się o wiele mniej stabilne. Ogień jest również bronią, za pomocą której można definitywnie uśmiercić wszystkie spotkane po drodze potwory, co można osiągnąć chociażby poprzez wrzucenie je w płomienie bądź podpalenie drewnianego przedmiotu, a następnie zapalenie przeciwnika. Bohater stosować może również inne kombinacje przy użyciu znalezionych przedmiotów, np. z kawałka szmaty i butelki z alkoholem sporządzić butelkę zapalającą. Nietypowy jest również inwentarz – wszystkie zebrane przedmioty bohater nosi w kieszeniach kurtki, gdzie ilość miejsca jest jednak ograniczona, dokonywać należy więc odpowiedniej selekcji. Powierzchowne skaleczenia spryskać można sprayem leczniczym, jednak krwawiące rany należy zabandażować. Gdy bohater odniesie zbyt wiele ran, ekran zacznie „ociekać krwią” zalewającą oczy, zaś w tle słychać bicie serca.

## Wersja polska
Wersja polska: Start International Polska

Wystąpili:
- Robert Gonera – Edward Carnby
- Jacek Lenartowicz – Theophile Paddington
- Marcin Hycnar – Scoff
- Ewa Serwa – Sarah Flores
- Andrzej Chudy – Crowley
- Wojciech Chorąży – sanitariusz

i inni

## Wydanie
Europejska i amerykańska premiera gry na platformy Windows, Xbox 360, PlayStation 2 i Wii miała miejsce 20 czerwca 2008 roku. W Polsce gra wydana została przez firmę CD Projekt sześć dni później. Wersja przeznaczona na komputer osobisty została w pełni zlokalizowana, głosu głównemu bohaterowi użyczył Robert Gonera, na pozostałych platformach grę wydano w oryginalnej wersji językowej.
Równocześnie z wersją podstawową wydano kolekcjonerską edycję, w której znalazła się piętnastocentymetrowa figurka Edwarda, artbook, CD ze ścieżką dźwiękową oraz dodatkowe DVD z materiałem Making of Alone in the Dark.
Wersja przeznaczona na konsolę PlayStation 3 ukazała się w listopadzie 2008 roku. Na targach Games Convention w Lipsku zaprezentowano listę zmian, jakie zostały w niej zastosowane, oraz zapowiedziano wydanie łaty dla wersji na xboksa 360.

## Opinie
Gra doczekała się skrajnie różnych opinii w prasie branżowej, w wersji na konsolę Xbox 360 zdobywając oceny od 3/10 do 8/10. Najczęstszymi zarzutami było mało intuicyjne i zbyt skomplikowane sterowanie, zbytnią flegmatyczność bohatera, niedopracowaną pracę kamery oraz brak klimatu grozy. W wielu recenzjach stwierdzano, że gra posiada potencjał, zastosowano w niej wiele nowatorskich rozwiązań, jednak w ostatecznym rozrachunku okazuje się produktem średnim, nie spełniającym pokładanym w nich oczekiwań. Nie brak jednak głosów pozytywnych, zachwalających przede wszystkim nowatorstwo niektórych rozwiązań, określających Alone in the Dark jako przystępną grę przygodową z interesującą fabułą.
Oceny przyznane grze przez większe serwisy i pracę branżową:
- 1UP.com – B-
- ActionTrip – 7,7/10
- CD-Action – 7+/10
- Click! – 4+/6
- Computer and Video Games – 7,3/10
- Edge – 7/ 10
- Eurogamer – 7/ 10
- Game Informer – 6,5/10
- GamePro – 2,5/5
- GameSpot – 6,5/10
- GameSpy – 4/10
- GameTrailers – 7,3/10[16]
- Gry OnLine – 57%
- IGN – 3,5/10
- Imperium Gier – 8,4/10
- Official Nintendo Magazine – 64/100
- Official Xbox Magazine – 8/10
- IGN UK – 7/10

Gdy kilka europejskich wortali poświęconych grom komputerowym na kilka dni przed premierą wystawiło Alone in the Dark niskie oceny, Atari (wydawca gry), stwierdził, że nie bazują one na finalnej wersji produktu, która dostępna będzie w sklepach, a na nielegalnej kopii pobranej z Internetu. Holenderski wortal Gamer.nl zaprzeczył tym oskarżeniom, stwierdzając, że otrzymał od wydawcy grywalną wersję produktu, dodając, iż Atari wyraźnie zaznaczyło, że przed datą premiery gry opublikowane mogą zostać jedynie recenzje pozytywnie ją oceniające. Wortale nie zastosowały się do nakazów wydawcy, aby do momentu premiery zdjąć z ich łamów nieprzychylne teksty.